# نهر میمیکو
نهر میمیکو (به انگلیسی: Mimico Creek) یک رود در کانادا است که در انتاریو واقع شده‌است.